# سرجیو پورتو
سرجیو پریرا داسیلوا پورتو فیزیکدان و لیزرشناس برزیلی است. درآغاز به شیمی علاقه داشت و در دانشگاه ریودوژانیرو در همین رشته تحصیل کرد. بعد از مهاجرت به آمریکا به فیزیک رو آورد و مطالعات رامان را پی گرفت و در اپتیک و لیزر به پژوهش پرداخت. وی در سال ۱۹۷۹ که در یک کنفرانس علمی شرکت کرده بود، جان سپرد. در برزیل چند مرکز علمی و مدرسه… به یاد وی نامگذاری شده‌است.

## سفر سرجیو پورتو به ایران

سرجیو پورتو از جمله دانشمندانی یود که در اگوست سال ۱۹۷۱ برای شرکت در نخستین سمپوزیوم لیزر به ایران (اصفهان) آمد و مقاله مهمی در زمینه لیزر ارائه داد.
این سمپوزیوم ۲۹ اوت – ۵ سپتامبر ۱۹۷۱ با حمایت دانشگاه صنعتی شریف تهران (آریامهر سابق) و با همکاری دانشگاه اصفهان و مؤسسهٔ فناوری ماساچوست (MIT) در دانشگاه اصفهان برگزار شد. از همایش اولین لیزر تئودور میمن و شماری از دانشمندان فیزیک در ۱۶ می۱۹۶۰ که بگذریم ـ سمپوزیوم لیزر در اصفهان نخستین کنفرانس بین‌المللی لیزر در جهان بود.

## عناوین برخی از مقالات سرجیو پورتو
Influence of Optical Activity on Raman spectra

Experimental observation of Polaritons in Ionic Crystals

Study of Oblique Phonons in Birefringent Crystals

Light Scattering by Spin Waves (Magnons)

Raman Scattering by F-Centers

Enhancement of Raman Cross-sections due to Resonant Absorption

observation of Anti-symmetric Electronic Raman Scattering

Raman Scattering from Metallic Surfaces

Depolarization Ratio and Raman Cross-section of Gases

Symmetry forbidden First-order Raman Spectra in Disordered Solids

Laser Isotope Separation

Generalization of Lyddane-Sachs-Teller Relation for Ordered-Disordered Crystals

Absence of Soft-mode in Ordered-Disordered Ferroelectrics.